# Côtes levées

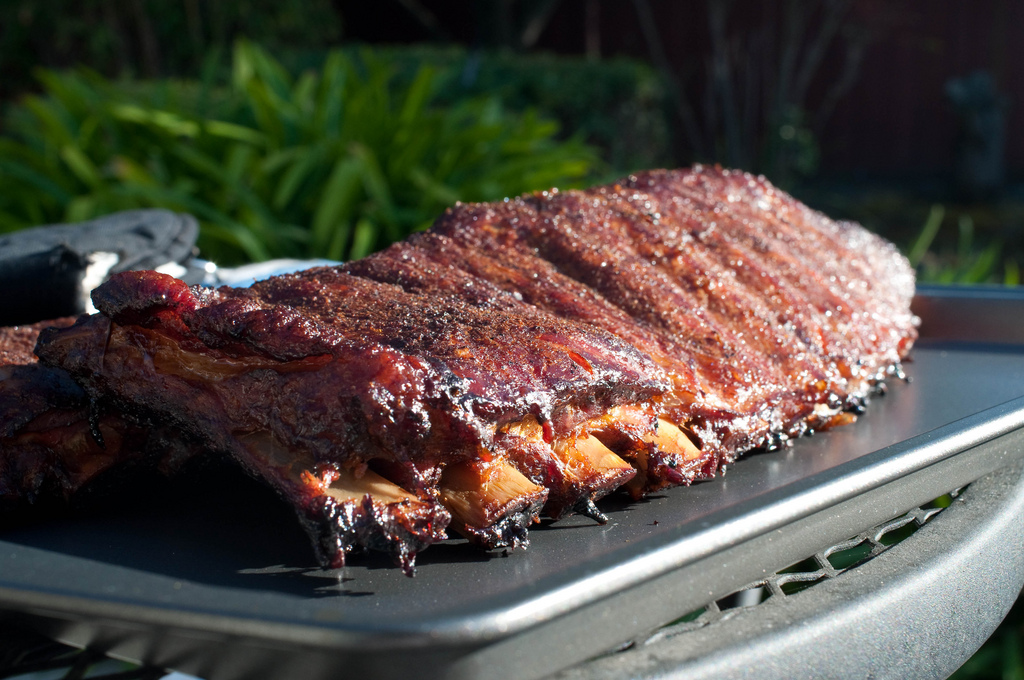
Des côtes levées prêtes à être dégustées.

Les côtes levées, terme québécois utilisé pour désigner les travers de porc, également appelées ribs pour désigner un plat des États-Unis, ou petites côtes en Belgique, sont des coupes de viande d'origine que l'on retrouve sur l'ensemble de la planète, dont l'Amérique du Nord. Ce sont habituellement des morceaux de porc ou de bœuf formés de plusieurs côtes. Ces côtes proviennent du flanc ou du dos de l'animal.
Les côtes levées peuvent être rôties, grillées, frites, cuites, braisées ou fumées, mais sont dans la plupart des cas, bouillies, marinées, puis grillées au barbecue ou au four. Elles sont ensuite débarrassées de la plus grande partie du gras qui les entoure avant d'être mangées.
On retrouve des plats similaires en Chine appelé paigu (排骨, páigǔ) ou au Japon, ou plus particulièrement à Okinawa, datant du royaume de Ryūkyū et appelé baraniku (ばら肉 ou 肋肉).

## Galerie

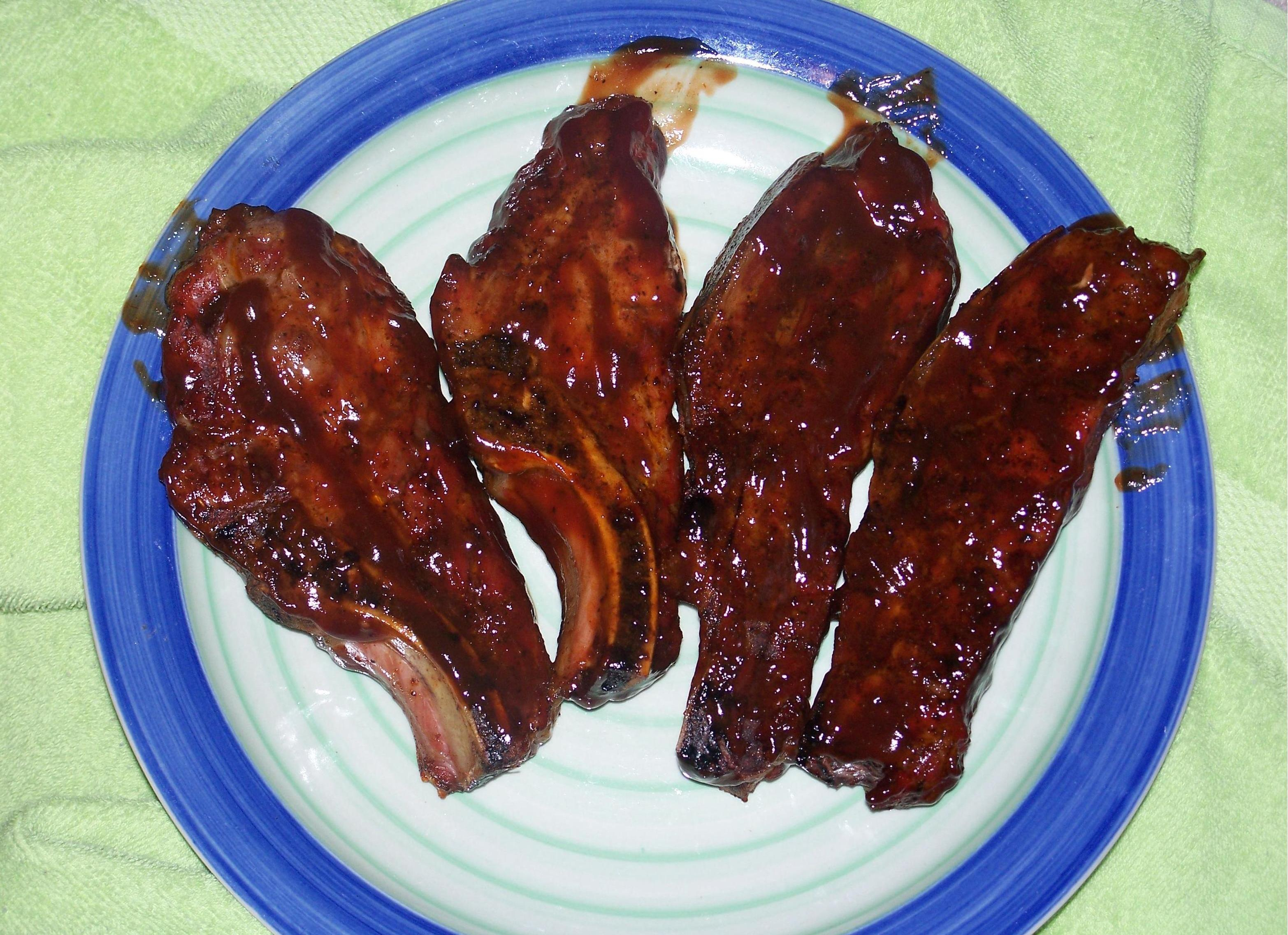
Côtes levées style country.
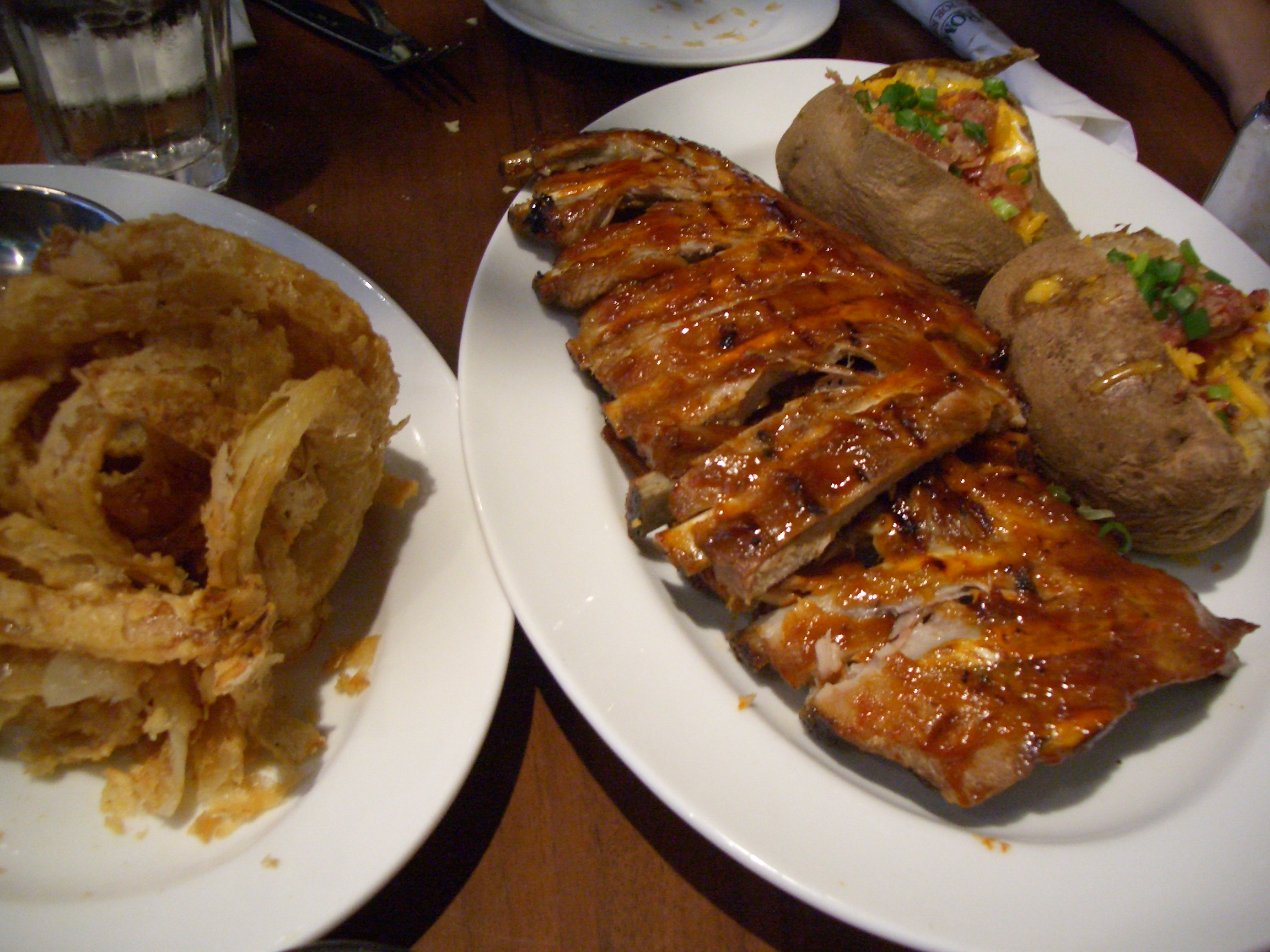
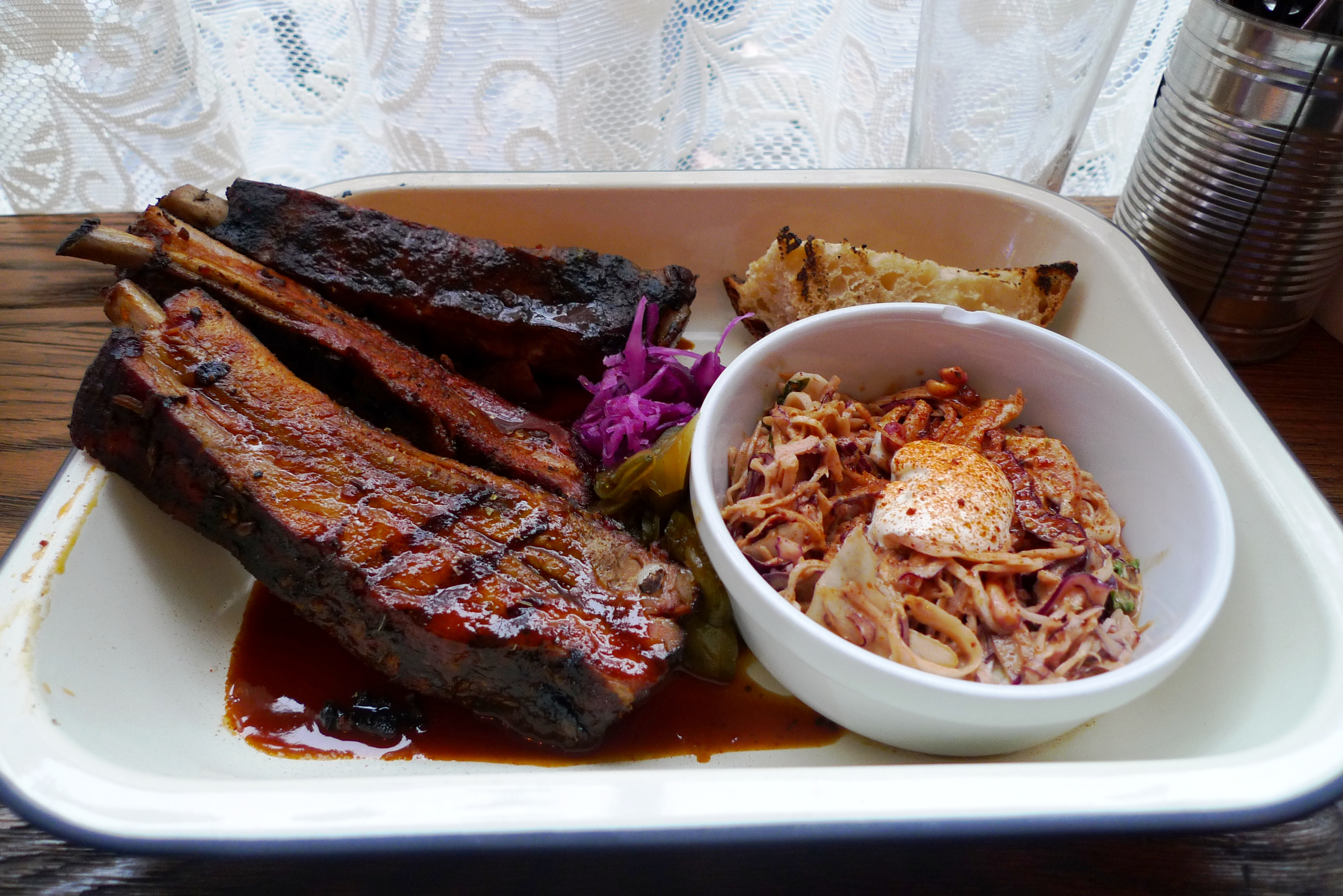
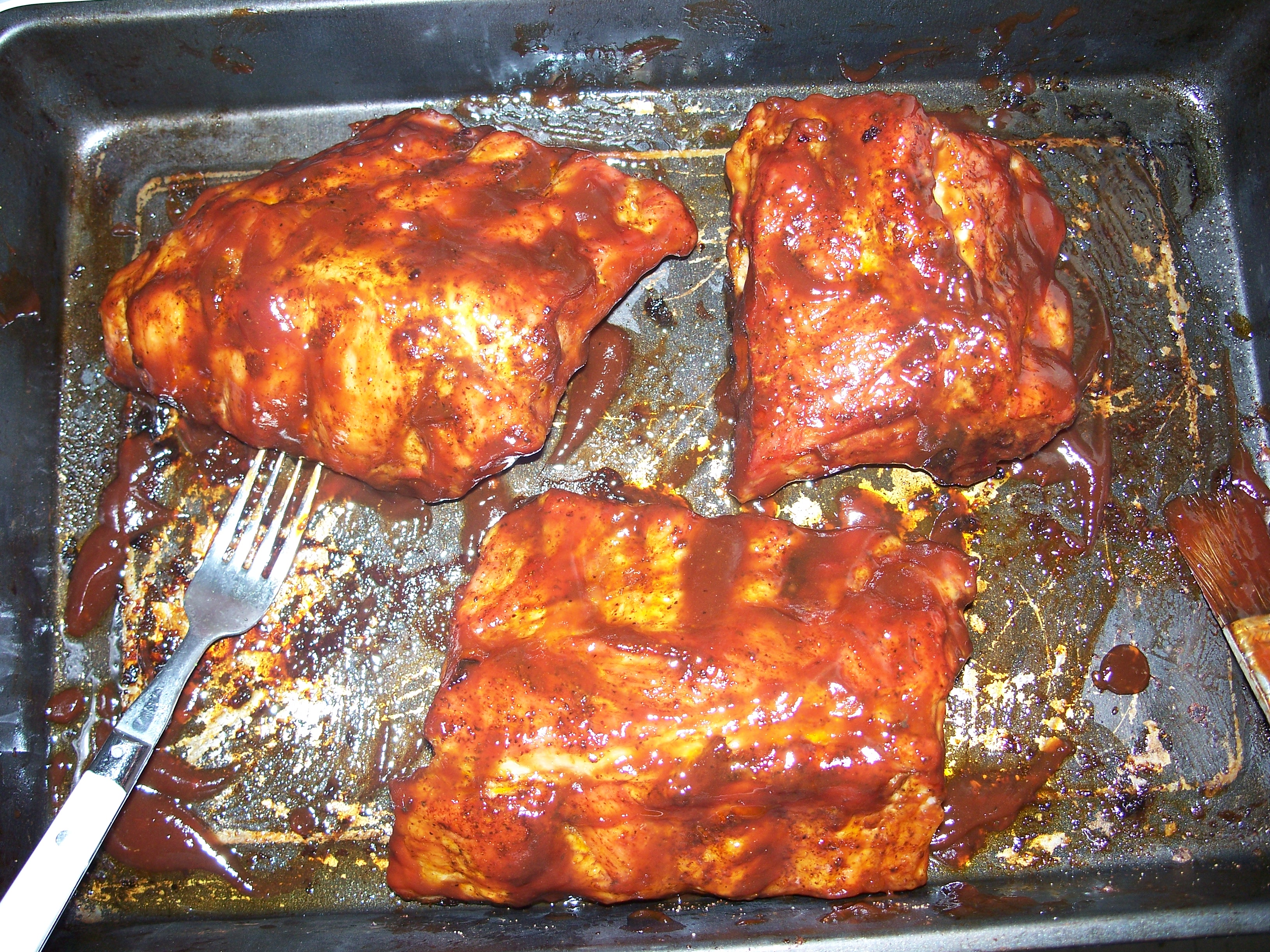
Côtes levées américaines.